# Orgilus minutus
Orgilus minutus är en stekelart som beskrevs av Szepligeti 1898. Orgilus minutus ingår i släktet Orgilus och familjen bracksteklar. Inga underarter finns listade i Catalogue of Life.